# Lucius Vibullius Rufus
Lucius Vibullius Rufus (fl. 49 av. J.-C.) était un homme politique romain.

## Biographie
Il fut amiral sous Pompée et préfet des ouvriers en 49 av. J.-C..
Il est l'arrière-arrière-grand-père de Lucius Vibullius Saturninus, le père de: Publius Vibullius Rufus, né à Corinthe, Achaïe, et marié avec Claudia Athenais, les parents de Vibullia Alcia Agrippina, femme de Tiberius Claudius Atticus Herodes Marathonius; et de Lucius Vibullius Pius, né à Corinthe, Achaïe, agonothète dans Corinthe, Achaïe, le père de Vibullia, femme de Publius Coelius Apollinaris.